# Kaprisväxter
Kaprisväxter (Capparaceae) är en familj med blommande växter inom ordningen Brassicales. Familjen innehåller 16 släkten och cirka 480 arter spridda över nästan hela världens varma områden.
Familjen består av vedartade växter som kan växa som buskar, träd eller lianer.
Arten kapris odlas för sina blomknoppar och frukter som används som krydda eller delikatess.
Paradisblomstersläktet (Cleome) räknades tidigare hit, men förs nu, tillsammans med nio andra släkten till en egen familj, paradisblomsterväxter (Cleomaceae).